# Jalore (huyện)
Huyện Jalore là một huyện thuộc bang Rajasthan, Ấn Độ. Thủ phủ huyện Jalore đóng ở Jalore. Huyện Jalore có diện tích 10640 ki lô mét vuông. Đến thời điểm năm 2001, huyện Jalore có dân số 1448486 người.